# Monastiraki (stacja metra)
Monastiraki (gr: Μοναστηράκι) – stacja metra ateńskiego, będąca ważnym węzłem przesiadkowym między linią 1 a linią 3. Pierwotna stacja naziemna o nazwie Monastirion na linii 1 została otwarta w dniu 17 maja 1895. Stała się węzłem przesiadkowym sieci, kiedy stacja metra linii 3 została otwarta 22 kwietnia 2003. Znajduje się w historycznym centrum Aten, w pobliżu starej dzielnicy Plaka. Stacja znajduje się tuż pod Akropolem, obok agory ateńskiej, przy placu Monastiraki.